# 蔓草虫豆
蔓草虫豆（学名：Cajanus scarabaeoides）为豆科木豆属下的一个种。

## 变种
白蔓草虫豆（学名：Cajanus scarabaeoides var. argyrophyllus）为豆科木豆属下的一个变种。